# The Fame Ball Tour
The Fame Ball Tour este primul turneu mondial al cântăreței americane Lady Gaga, lansat cu scopul promovării albumul ei de debut, The Fame (2008). Primele concerte au avut loc în luna martie în America de Nord, fiind urmate de o serie de spectacole în Oceania,  Europa și Asia, precum și două apariții la festivalul englez V Festival, și alte două concerte în America de Nord ce au fost amânate până în luna aprilie. Gaga a descris turneul drept o caravană a muzeului ce încorporează conceptul artistului Andy Warhol de artă performance. De asemenea, unele bilete au fost distribuite pentru acte de caritate. Versiuni alternative ale show-ului cu variații minime au fost planificate de cântăreață pentru a se potrivi specificului locurilor în care a concertat.
Turneul cuprinde patru segmente, fiecare segment fiind urmat de un videoclip interludiu care face trecerea la segmentul următor, iar finalul cuprinde un bis. În cadrul acestuia, Gaga a interpretat doar piese aflate pe albumul ei de debut. Interpreta a apărut pe scenă cu noi costume, inclusiv inovatoarea rochie realizată în întregime din bule de plastic și a cântat în premieră o piesă nelansată cu numele „Future Love”. O altă listă de piese cu schimbări minore a fost realizată după prima etapă a turneului. Întregul spectacol a primit aprecieri din partea criticilor, complimentând claritatea vocii, simțul modei și, de asemenea, abilitatea ei de a integra teatrul în interpretări ca un artist profesionist.

## Informații
Turneul a fost anunțat în mod oficial pe 12 ianuarie 2009 prin pagina de Myspace a lui Gaga. Artista a cântat în trecut în deschiderea concertelor trupei New Kids on the Block în turneul New Kids on the Block: Live și, de asemenea, în turneul grupului muzical Pussycat Dolls, Doll Domination Tour. Gaga a declarat: „Consider că ceea ce fac este mai mult decât conceptul lui Andy Warhol: artă performance pop, multimedia, modă, tehnologie, video, film. Toate acestea vin împreună, va fi ca spectacolul unui muzeu călător. Cântăreața a început să își planifice show-ul în timp ce cânta în turneu cu Pussycat Dolls Într-un interviu pentru MTV News, ea a descris turneul ca:
„Nu e cu adevărat un turneu, e mai mult o petrecere călătoare. Vreau ca aceasta să fie o întreagă experiență, de la momentul când mergi pe jos spre ușa din față, până la momentul când încep să cânt. Și când se va termina, toată lumea va vrea să apese pe derulare și să retrăiască clipa din nou. [...] Va fi asemănător unei plimbări în New York în jurul anului 1974; Este o instalație pe hol, un DJ difuzând piesele tale favorite în camera principală, și apoi, cel mai de neuitat spectacol pe care l-ai văzut vreodată pe o scenă. Sunt la telefon în fiecare minut, zi de zi, vorbind cu oameni, fiind creativă, planificând acest turneu, iar managerul turneului spune în mod constant «Hai, trebuie să mergem, trebuie să mergem chiar acum,» [...] Dar pentru mine acest turneu este atât de important. Vreau atât de mult ca fiecare dolar pe care oamenii îl cheltuiesc pentru spectacolul meu să merite. Și, da, eu plătesc mult pentru asta, din propriul meu buzunar. Dar este în regulă. Mie pur și simplu nu îmi pasă de bani.”
Gaga a pregătit trei versiuni ale spectacolului pentru a lua în considerare diferitele dimensiuni ale locurilor unde ea va cânta. Într-un interviu pentru revista Billboard, a spus că:
„Sunt atât de spirituală și nedormită și entuziasmată pentru acest turneu, [...] Acest lucru este mai diferit decât orice ai văzut de la mine în ultimul an. Ce este fantastic la acest spectacol este că am fost în stare să-l planific în timp ce eram în alt turneu care a avut o dimensiune mult mai mică, eu cântând în deschidere pentru Pussycat Dolls. Va fi ca un orgasm creativ extrem pentru mine, pentru că sunt gata să merg mai departe. Nu mai sunt restrânsă la o anumită structură pentru spectacolul meu. Nu există limite. Sunt liberă. [...] Vreau să am o anexă clară a dimensiunilor din fiecare loc unde voi cânta, astfel vom putea să compunem cum se cuvine toată tehnologia. Trebuie să mă pregătesc mental câteva zile în caz că în care unele lucruri se vor anula; altminteri, nu va fi un spectacol bun...Fiecare show va fi Un show până când termin de țipat la toată lumea - «Prinde aia! Agață totul! Găsește un loc să atârni aia!» Acesta va fi motto-ul meu.”

Lady Gaga cântând în deschiderea concertului piesa „Paparazzi”.

Lista pieselor conține în mod deosebit cântece de pe albumul ei de debut, dar și alte cântece noi precum „Fashion” de pe coloană sonoră a filmului Confessions of a Shopaholic au fost luate în considerare. În mai, în timpul unui interviu pentru Edmonton Sun, Gaga a anunțat că turneul mondial va continua în timpul verii prin festivaluri europene. A explicat, de asemenea, și marile planuri pentru turneul din America de Nord, inclusiv Canada. Cântăreața a fost de părere că următoarele spectacole ar trebui să fie mult mai mari decât versiunile anterioare. „Oh, nici nu ai idee [...] Turneul pe care suntem pe cale să îl anunțăm este un vis așa de mare încât am fost nevoită să mă ciupesc în fiecare zi ca să-mi amintesc că se întâmplă cu adevărat” a declarat ea.

## Descrierea spectacolului
| Imagine indisponibilă |  | Imagine indisponibilă |
| Lady Gaga stând pe o motocicletă vespa în timp ce cântă piesa „Eh, Eh (Nothing Else I Can Say)„ (stânga), și purtând o rochie galbenă pentru „Just Dance” (dreapta). |  |                       |

Concertul este împărțit în patru părți, ultima parte fiind bis-ul. Show-ul principal începe cu un video introductiv numit „The Heart” în care Gaga a incorporat un alter ego, Candy Warhol. Ea apărea în timp ce se îmbrăca și a afișat simbolul unei inimi roz pe tricoul ei, spunând „My name is Lady Gaga, and this is my Haus” (ro. „Numele meu este Lady Gaga, iar aceasta este Casa mea”). Videoclipul a fost proiecat pe un ecran gigantic amplasat în fața scenei. În timp ce se apropie de final, o numărătoare inversă de la zece la unu a fost afișată, cu fața lui Gaga în timp ce poartă o pereche de ochelari video iar flăcări cuprind ecranul. Gaga a apărut în mijlocul scenei, înconjurată de dansatorii ei ce țin plăci încrustate cu sticlă care îi camuflează. Ea purta o rochie futuristă neagră cu modele geometrice, cu o piesă triunghiulară care îi acoperă sânul drept. DJ Space Cowboy a fost prezent într-un colț, difuzând muzica de fundal. Gaga apare în centru înconjurată de plăcile încrustate și începe să cânte „Paparazzi”.
Interpretarea se încheie cu un clic continuu al unei camere. Gaga apare din partea de sus a unui stâlp și cântă o combinație între „Starstruck” și „LoveGame” în timp ce se alătură dansatorilor ei. După „LoveGame”, începe un monolog despre anul „3009”. Monologul începe cu „Copii au ieșit din New York și i-au împușcat pe paparazzi.” urmat de „Au trecut o mie de ani de când monștrii au intrat pentru prima dată în oraș și au dispărut din inimile și mințile și fețele noastre (referindu-se la cele trei interludii video din cadrul turneului)” și că „noi am știut că putem co-exista cu acest monstru cu MUZICA noastră!!! Cu arta noastră și cu stilul nostru. Numele meu este Lady Gaga”. și transmite mulțimii că se simte „frumoasă și putred de bogată” interpretând „Beautiful, Dirty, Rich”. Acesta duce la sfârșitul primei părți în care este rulat un videoclip intitulat „The Brain” cu Gaga făcându-și apariția din nou ca Candy Warhol, periindu-și părul. După finalul videoclipului, Gaga apare pe scenă într-un leotard alb-negru cu umeri ascuțiți bufanți decorat cu simboluri în formă de fulger, în timp ce conduce un scuter Vespa de aceeași culoare. După aceea începe să cânte „The Fame”, urmat de un monolog. Gaga a spus că „am călătorit prin toată lumea, însă când mă întorc, încă pot simți duhoarea zgârceniei.”. Acest moment este urmat de interpretarea piese „Money Honey” cu dansatorii purtând niște rucsacuri. Urmează piesa „Eh, Eh (Nothing Else I Can Say)”, acompaniată de publicul care dă din mâini și cu Gaga care poartă o pălărie făcută din dominouri suprapuse.
| Imagine indisponibilă |  | Imagine indisponibilă |
| Lady Gaga interpretând „Beautiful, Dirty, Rich” într-o tutu din folie de aluminiu („stânga”), și cântând la o claviatură în timpul lui „Money Honey” („dreapta”) într-un spectacol din Londra. |  |                       |

Gaga părăsește apoi scena, întorcându-se după o scurtă perioadă de timp într-o rochie făcută în întregime din bule de plastic. Ea stă în fața unui pian de sticlă și începe să cânte o versiune acustică a „Poker Face”. Ea își pune uneori piciorul pe pian și începe să cânte cu tocurile. Apoi mulțumește publicului și îl surprinde interpretând un cântec nou, nelansat, intitulat „Future Love”, ale cărui versuri fac referire la galaxii îndepărtate, inimi mecanice și constelații. Ea era înconjurată de un manechin sclipitor în timpul interpretării piesei. Scena avea un decor albastru cu ceață mecanică. Gaga ia o scurtă pauză pentru a-și schimba ținuta în timp ce al treilea interludiu video, intitulat The Face, începe.
După terminarea videoclipului, ea revine pe scenă purtând o rochie tutu cu umeri ascuțiți îndreptați în sus și peplum.  Dansatorii erau îmbrăcați în pantaloni Louis Vuitton Steven Sprouse cu imprimeuri identice cu cele de pe încălțările lui Gaga. Decorul este schimbat, fiind introduse lumini intermitente de disco, iar Gaga stă în centru purtându-și ochelarii de soare din videoclip pe care apare scris versul „Pop Music Will Never Be Low Brow” (ro. Muzica pop nu va fi niciodată anostă). Rulează un remix al introducerii videoclipului „Just Dance”, cu Gaga însoțită de dansatorii ei pe scenă. Odată ce cântecul ajunge la refren, Gaga ține din nou în mână „bățul de disco” și interpretează refrenul cu el. Partea dinspre final este remixată. Apoi Gaga și dansatorii sunt acompaniați de DJ Space Cowboy sau DJ Nicodemus, făcând reverențe în fața publicului. Gaga se întoarce dansând pentru a interpreta bisul. Bisul turneului era compus din „Boys, Boys, Boys” și versiunea originală a lui „Poker Face”. Gaga era îmbrăcată într-un leotard kaki încrustat cu cristale. Ea purta un chipiu de amiral și mănuși pe ambele mâini, ambele decorate cu cuvântul Gaga pe ele.

### Schimbările pentru concertele din Oceania
Începând cu spectacolul Fame Ball din Auckland, Noua Zeelandă, Gaga a interpretat alte melodii într-o ordine diferită în restul turneului, intervenind și câteva schimbări de ținută. „Paparazzi”, „LoveGame” și „Beautiful, Dirty, Rich” au fost interpretate într-un stil similar, de această dată însă într-o ținută tutu din folie de aluminiu cu o piesă triunghiulară. „The Fame” și „Money Honey” au fost urmate apoi de „Boys Boys Boys” – toate aceste trei cântece au fost interpretate într-un leotard argintiu cu sclipici și cu aripi ascuțite și mici, conducând o vespa de culoare similară. „Just Dance” și „Eh, Eh (Nothing Else I Can Say)” au fost interpretate într-o rochie galbenă din partea americană a turneului. După ce a interpretat „Brown Eyes” (înlocuind „Future Love”)  și „Poker Face” la pian, Gaga a închis spectacolul cu varianta de album a cântecului „Poker Face”, purtând un leotard corsetat nud încrustat cu cristale.

## Receptarea critică

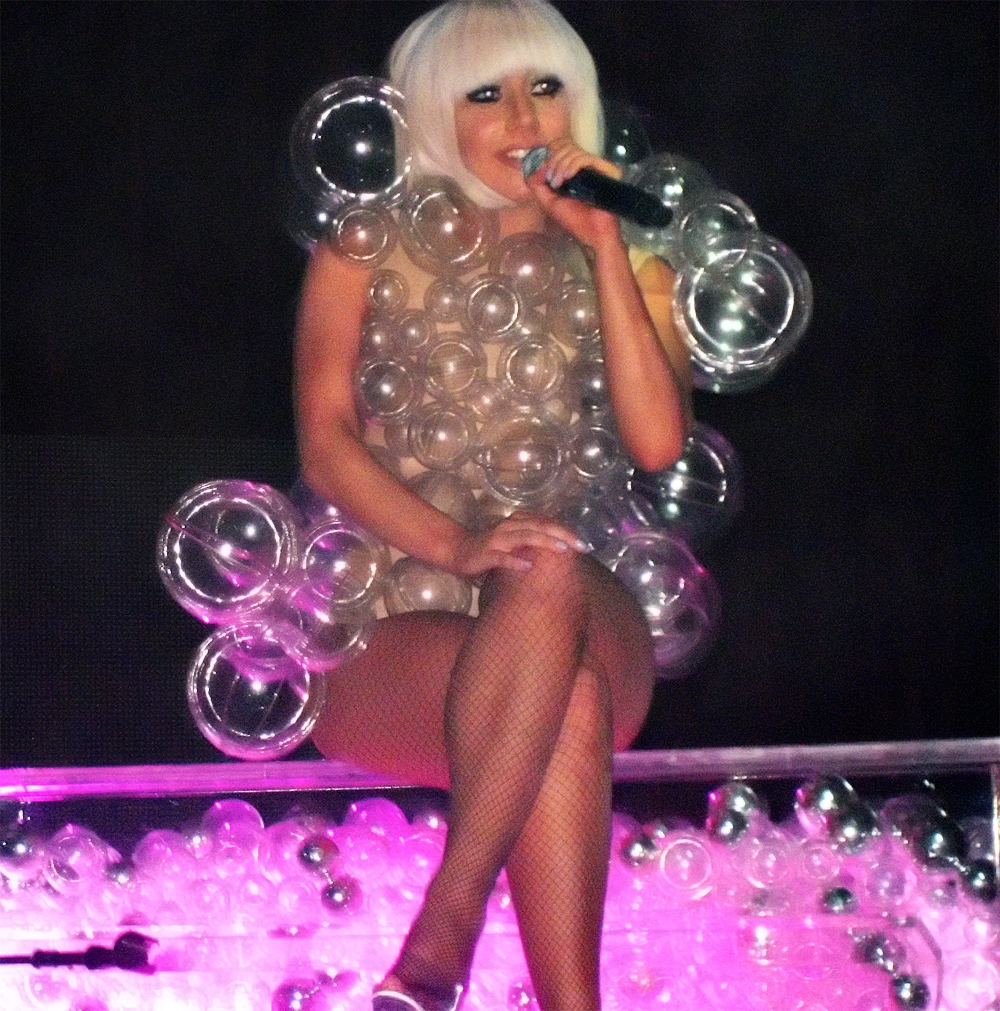
Gaga vorbind publicului îmbrăcată într-o rochie fabricată din bule de plastic.

The Fame Ball Tour a primit aprecieri din partea criticilor de specialitate. Whitney Pastorek de la Entertainment Weekly a oferit o recenzie mixtă concertului, spunând: „Ridicularizările ei de pe scenă au fost uneori prostești iar imaginile nu corespund cu tema coerentă întotdeauna, dar vocea ei a fost puternică și liber reconfortantă. Pe lângă toată lăudăroșenia ei îndrăzneață, probabil aspectul cel mai de necontestat al talentului lui Gaga este aceasta: Fata aceasta poate a cânta, și o face”. Spectacolul a fost descris ca fiind un „experiment croit în așa fel încât Rocky Horror pare să fie un bal. Andy Warhol se răsucește în mormânt.”
Sheri Linden de la Yahoo! a dat o recenzie pozitivă concertului spunând că „Primul turneu a lui Gaga este unul care se vinde bine – iar Lady nu a dezamăgit. Inspirându-se din Madonna, Grace Jones, David Bowie și din replicanții din Vânătorul de recompense al lui Daryl Hannah, Gaga a pus în scenă un spectacol convingător care se desfășoară în jurul personalității misterioase pe care o posedă, un trio de dansatori îmbrăcați în geacă de piele, mai multe schimbări de ținute și de recuzită și un DJ care furnizează acompaniamentul muzical.” Christopher Muther de la The Boston Globe a recenzat concertul din House of Blues, opinia sa fiind următoarea: combinația de cântece și spectacolul au fost antrenante și au mulțumit publicul. Cântecele ei gata de club au fost interpretate de o femeie care se vede clar că a studiat, că este inteligentă și talentată.”
Lynn Saxberg de la Ottawa Citizen a dat o recenzie pozitivă concertului din Centrul Bronson de la Ottawa, spunând că „Acompaniată de un DJ care a cântat și la o chitară electrică funky, duoul dinamic (Gaga și Space Cowboy) au susținut unul din cele mai nebunești spectacole care s-au ținut vreodată la Centrul Bronson, un circ plin de acțiune de sunete, lumini, videoclipuri, ceață și coregrafie. Deși s-a pus mai mult accentul pe teatralitate, nu s-a făcut economie la muzică.” Ea a comentat și despre moda lui Gaga și stilul ei și al costumelor sale, spunând că „Într-o oră, Gaga și-a demonstrat puterea de star împachetând toate hiturile sale, ilustrând influențe începând de la Motown la popul anilor '80 și demonstrând un simț al modei neînfricat în multele din schimbările de costume, niciunul din ele acoperindu-i popoul.”
| Imagine indisponibilă |  | Imagine indisponibilă |
| În timpul primei jumătăți a turneului nord-american, Lady Gaga a interpretat „Poker Face” îmbrăcată într-un leotard kaki și o caschetă de amiral (stânga), iar în cealaltă jumătate, ea a fost îmbrăcată într-un leotard colorat (dreapta). |  |                       |

Andy Downing de la Chicago Tribune a fost impresionat de spectacolul de la House of Blues și a spus că „Munca ei a dat roade. Doar la câteva săptămâni de la primul turneu național, New Yorkeza de 22 de ani [...] se comportă pe scenă ca o profesionistă trecută prin multe spectacole.” Jill Menze de la Billboard i-a acordat și el o recenzie pozitivă spectacolului, apreciind cântecele „Just Dance”, „LoveGame”, „Poker Face”, „Boys, Boys, Boys” și „Paparazzi”. Criticul a mai menționat că „De la succesul ei în clasamente, Lady Gaga s-a dovedit a fi senzația momentului în muzica pop. Săpând mai adânc, este evident că e versatilă și destul de talentată pentru a avea puterea de a rămâne o vedetă care va rezista în timp.” Mikel Wood de la Rolling Stone i-a acordat și el o recenzie pozitivă, spunând că „Șmecheria cu victima obraznică a tabloidelor care provoacă niște râsete pe The Fame devin obositoare la Wiltern, în special când cântăreața a început să împrăștie studii media necoapte cum ar fi, «Unii spun că Lady Gaga este o impostoare»... Din fericire, aceasta este o femeie care știe cum să aprindă atmosfera: „În mai puțin de 10 minute, Within 10 minutes, ea a îmbrăcat un leotard de culoarea pielii și o caschetă de amiral și făcea rime cu «boys in cars» (ro. „băieți în mașini”) și  «buy us drinks in bars» (ro. „faceți-ne cinste în baruri”).”
Pe 13 martie 2009 Gaga a primit o placă din partea RIAA din partea bloggerului social Perez Hilton, cu ocazia vânzării a trei milioane de exemplare a single-ului de debut „Just Dance”, în timpul interpretării de la Teatrul Wiltern. La acest spectacol a fost prezent și rapperul Kanye West. Craig Rosen de la The Hollywood Reporter a declarat că „Lady Gaga a arătat vinerea la Wiltern că este un candidat serios la coroana Madonnei. Deși este o nou-venită. artista născută cu numele de Stefani Joanne Germanotta a condus scena cu un aer regal în timpul concertului de o oră, în anumite momente folosind și un sceptru strălucitor.”

## Spectacole în deschidere
- The White Tie Affair[2] (America de Nord)
- Chester French[2] (America de Nord)
- Cinema Bizarre[18] (America de Nord)
- Gary Go[2] (Marea Britanie)

## Lista pieselor
1. „Paparazzi” (conține elemente din „Starstruck”)
2. „LoveGame” (conține elemente ale remix-ului Chew Fu GhettoHouse Fix)
3. „Beautiful, Dirty, Rich”
4. „The Fame”
5. „Money Honey”
6. „Boys Boys Boys”
7. „Just Dance”
8. „Eh, Eh (Nothing Else I Can Say)”
9. „Starstruck” (antract)
10. „Poker Face” (versiune cântată la pian)
11. „Poker Face”

## Datele turneului
| Dată               | Oraș                | Țară                       | Locație                                |
| ------------------ | ------------------- | -------------------------- | -------------------------------------- |
| America de Nord    |                     |                            |                                        |
| 12 martie 2009     | San Diego           | Statele Unite ale Americii | House of Blues                         |
| 13 martie 2009     | Los Angeles         | Statele Unite ale Americii | Teatrul Wiltern                        |
| 14 martie 2009     | San Francisco       | Statele Unite ale Americii | The Mezzanine                          |
| 16 martie 2009     | Seattle             | Statele Unite ale Americii | Showbox at the Market                  |
| 17 martie 2009     | Portland            | Statele Unite ale Americii | Wonder Ballroom                        |
| 18 martie 2009     | Vancouver           | Canada                     | Commodore Ballroom                     |
| 21 martie 2009     | Englewood           | Statele Unite ale Americii | Teatrul Gothic                         |
| 23 martie 2009     | Minneapolis         | Statele Unite ale Americii | Fine Line Music Cafe                   |
| 24 martie 2009     | Chicago             | Statele Unite ale Americii | House of Blues                         |
| 25 martie 2009     | Royal Oak           | Statele Unite ale Americii | Teatrul Royal Oak Music                |
| 26 martie 2009     | Kitchener           | Canada                     | Elements Nightclub                     |
| 27 martie 2009     | Ottawa              | Canada                     | Teatrul Bronson Centre                 |
| 28 martie 2009     | Montreal            | Canada                     | Métropolis                             |
| 30 martie 2009     | Boston              | Statele Unite ale Americii | House of Blues                         |
| 4 aprilie 2009     | Palm Springs        | Statele Unite ale Americii | Oasis Hall                             |
| 6 aprilie 2009     | Orlando             | Statele Unite ale Americii | House of Blues                         |
| 7 aprilie 2009     | Tampa               | Statele Unite ale Americii | The Ritz Ybor                          |
| 8 aprilie 2009     | Fort Lauderdale     | Statele Unite ale Americii | Revolution Live                        |
| 9 aprilie 2009     | Atlanta             | Statele Unite ale Americii | Teatrul Center Stage                   |
| 11 aprilie 2009    | Palm Springs        | Statele Unite ale Americii | Oasis Hall                             |
| Europa             |                     |                            |                                        |
| 24 aprilie 2009    | Madrid              | Spania                     | La Cubierta                            |
| 25 aprilie 2009    | Moscova             | Rusia                      | Famous                                 |
| 28 aprilie 2009    | Stuttgart           | Germania                   | Club Zapata                            |
| America de Nord    |                     |                            |                                        |
| 1 mai 2009         | Philadelphia        | Statele Unite ale Americii | Electric Factory                       |
| 2 mai 2009         | New York City       | Statele Unite ale Americii | Terminal 5                             |
| 3 mai 2009         | Agawam              | Statele Unite ale Americii | Northern Star Arena                    |
| 4 mai 2009         | Boston              | Statele Unite ale Americii | House of Blues                         |
| 6 mai 2009         | Austin              | Statele Unite ale Americii | Austin Music Hall                      |
| 8 mai 2009         | Chula Vista         | Statele Unite ale Americii | Cricket Wireless Amphitheatre          |
| 9 mai 2009         | Irvine              | Statele Unite ale Americii | Verizon Wireless Amphitheatre          |
| 10 mai 2009        | West Sacramento     | Statele Unite ale Americii | Raley Field                            |
| Oceania            |                     |                            |                                        |
| 16 mai 2009        | Auckland            | Noua Zeelandă              | Arena Vector                           |
| 19 mai 2009        | Brisbane            | Australia                  | Brisbane Entertainment Centre          |
| 21 mai 2009        | Newcastle           | Australia                  | Centrul Newcastle Entertainment        |
| 22 mai 2009        | Sydney              | Australia                  | Arena Acer                             |
| 23 mai 2009        | Sydney              | Australia                  | Arena Acer                             |
| 25 mai 2009        | Sydney              | Australia                  | Paddington Uniting Church              |
| 26 mai 2009        | Melbourne           | Australia                  | Arena Rod Laver                        |
| 27 mai 2009        | Melbourne           | Australia                  | Arena Rod Laver                        |
| 28 mai 2009        | Adelaide            | Australia                  | Centrul Adelaide Entertainment         |
| 30 mai 2009        | Perth               | Australia                  | Burswood Dome                          |
| Asia               |                     |                            |                                        |
| 8 iunie 2009       | Tokyo               | Japonia                    | Shibuya-AX                             |
| 14 iunie 2009      | Clarke Quay         | Singapore                  | The Dome on Merchant Loop              |
| 17 iunie 2009      | Seul                | Coreea de Sud              | Club Answer                            |
| America de Nord    |                     |                            |                                        |
| 19 iunie 2009      | Toronto             | Canada                     | Kool Haus                              |
| Europa             |                     |                            |                                        |
| 26 iunie 2009      | Pilton              | Anglia                     | Ferma Worthy                           |
| 29 iunie 2009      | Manchester          | Anglia                     | Manchester Academy                     |
| 1 iulie 2009       | Cork                | Irlanda                    | The Marquee                            |
| 3 iulie 2009       | Werchter            | Belgia                     | Festivalul Werchter Grounds            |
| 4 iulie 2009       | Londra              | Anglia                     | Stadionul Wembley                      |
| 4 iulie 2009       | Londra              | Anglia                     | G-A-Y                                  |
| name=TakeThat}}    | Londra              | Anglia                     | Stadionul Wembley                      |
| 8 iulie 2009       | Floriana            | Malta                      | Fuq il-Fosos                           |
| 9 iulie 2009       | Paris               | Franța                     | L'Olympia                              |
| 11 iulie 2009      | Perth and Kinross   | Scoția                     | Balado                                 |
| 12 iulie 2009      | County Kildare      | Irlanda                    | Punchestown Racecourse                 |
| 13 iulie 2009      | Manchester          | Anglia                     | O2 Apollo Manchester                   |
| 14 iulie 2009      | Londra              | Anglia                     | O2 Academy Brixton                     |
| 16 iulie 2009      | München             | Germania                   | Zenith die Kulturhalle                 |
| 17 iulie 2009      | Köln                | Germania                   | Palladium                              |
| 18 iulie 2009      | Berlin              | Germania                   | Columbiahalle                          |
| 20 iulie 2009      | Amsterdam           | Țările de Jos              | Melkweg                                |
| 21 iulie 2009      | Zürich              | Elveția                    | Maag Event Hall                        |
| 22 iulie 2009      | Viena               | Australia                  | Gasometer Halle                        |
| 24 iulie 2009      | Ibiza               | Spania                     | Eden                                   |
| 25 iulie 2009      | Amsterdam           | Țările de Jos              | Paradiso                               |
| 26 iulie 2009      | Hamburg             | Germania                   | Stadtpark Freilichtbühne               |
| 28 iulie 2009      | Helsinki            | Finlanda                   | Kulttuuritalo                          |
| 30 iulie 2009      | Oslo                | Norvegia                   | Sentrum Scene                          |
| 31 iulie 2009      | Copenhaga           | Danemarca                  | K.B. Hallen                            |
| 1 august 2009      | Östersund           | Suedia                     | Storsjöyran Festligterräng             |
| 2 august 2009      | Stockholm           | Suedia                     | Stora Scen                             |
| Asia               |                     |                            |                                        |
| 7 august 2009      | Osaka               | Japonia                    | Maishima Sports Island                 |
| 8 august 2009      | Chiba               | Japonia                    | Makuhari Messe                         |
| 9 august 2009      | Seul                | Coreea de Sud              | Olympic Hall, Olympic Park             |
| 11 august 2009     | Quezon City         | Filipine                   | Araneta Coliseum                       |
| 12 august 2009     | Singapore           | Singapore                  | Parcul Fort Canning                    |
| 15 august 2009     | Macau               | China                      | Venetian Arena                         |
| 1 august 2009      | Tel Aviv            | Israel                     | Israel Trade Fairs & Convention Center |
| Europa             |                     |                            |                                        |
| 22 august 2009     | Weston-under-Lizard | Anglia                     | Parcul Weston                          |
| 23 august 2009     | Chelmsford          | Anglia                     | Parcul Hylands                         |
| America de Nord    |                     |                            |                                        |
| 28 septembrie 2009 | Richmond            | Statele Unite ale Americii | Teatrul Landmark                       |
| 29 septembrie 2009 | Washington, D.C.    | Statele Unite ale Americii | DAR Constitution Hall                  |

Concerte anulate
| Dată          | Oraș       | Țară   | Locație                     |
| ------------- | ---------- | ------ | --------------------------- |
| 27 iunie 2009 | Manchester | Anglia | Old Trafford Cricket Ground |
| 28 iunie 2009 | Manchester | Anglia | Old Trafford Cricket Ground |

### Încasări
| Locație                 | Oraș             | Bilete vândute/Disponibile | Venituri brute |
| ----------------------- | ---------------- | -------------------------- | -------------- |
| Teatrul Wiltern         | Los Angeles      | 2.700/2.700 (100%)         | 52.904$        |
| Metropolis              | Montreal         | 2.255/2.255 (100%)         | 50,387$        |
| Teatrul Royal Oak Music | Royal Oak        | 1.700/1.700 (100%)         | 34.000$        |
| Teatrul Gothic          | Englewood        | 1.088/1.088 (100%)         | 20.000$        |
| House of Blues          | San Diego        | 1.000/1.000 (100%)         | 18.500$        |
| The Ritz Ybor           | Tampa            | 1.545/1.560 (99%)          | 31,065$        |
| DAR Constitution Hall   | Washington, D.C. | 3.500/3.500 (100%)         | 141,004$       |
|                         | TOTAL            | 13.788/13.803 (99%)        | 387.860$       |